# Nathan Robertson

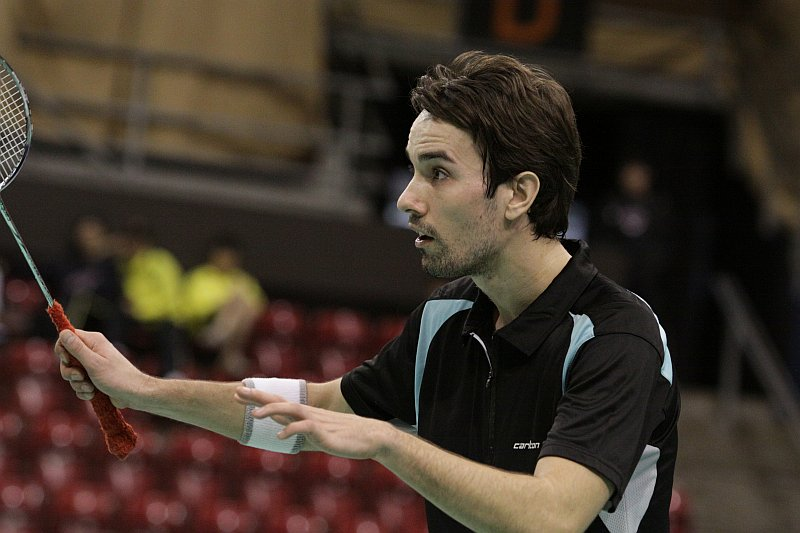
Nathan Robertson

Nathan James Robertson (* 30. Mai 1977 in Nottingham) ist ein englischer Badmintonspieler.

## Karriere
Robertsons größter Erfolg war der Gewinn der Silbermedaille im Mixed mit Gail Emms bei den Olympischen Sommerspielen 2004 in Athen. Im selben Jahr siegte das Paar auch im Mixed bei den Thailand Open. Zusammen mit Emms gewann er Gold im Mixed bei den Europameisterschaften 2004 in Genf und Silber bei den Commonwealth Games 2006.
2005 und 2006 schaffte er es gemeinsam mit Gail, die Badminton Swiss Open im Mixed zu gewinnen. Das war das erste Mal überhaupt in der Geschichte des Turnieres, dass es einer Mixedpaarung gelang, den Titel zu verteidigen.
Mit Stand 27. Juli 2006 ist er mit seiner Partnerin Gail Emms auf Platz 5 der Welt, das ist das beste nicht asiatische Mixed.
Am 24. September 2006 gewann Nathan Robertson zusammen mit seiner Partnerin Gail Emms das Finale der Individual Weltmeisterschaft im Badminton im Mixed.
Für die Olympischen Sommerspiele 2008 in Beijing waren Gail Emms und Nathan Robertson im Mixed qualifiziert, aber nicht gesetzt. In der ersten Runde gewannen sie gegen die an Position 1 gesetzten Chinesen Gao Ling und Zheng Bo in drei Sätzen.
Am 5. Juni 2012 gab er, nachdem er sich im Mixed nicht für die Olympischen Sommerspiele in London hatte qualifizieren können, sein Karriereende über Twitter bekannt. Vorher hatte er aber noch zusammen mit seiner Partnerin Jenny Wallwork den Mixed Titel bei den Polish International gewonnen.